# Bernie (Misuri)
Bernie es una ciudad ubicada en el condado de Stoddard en el estado estadounidense de Misuri. En el Censo de 2010 tenía una población de 1958 habitantes y una densidad poblacional de 577,97 personas por km².

## Geografía
Bernie se encuentra ubicada en las coordenadas 36°40′18″N 89°58′15″O / 36.67167, -89.97083. Según la Oficina del Censo de los Estados Unidos, Bernie tiene una superficie total de 3.39 km², de la cual 3.39 km² corresponden a tierra firme y (0%) 0 km² es agua.

## Demografía
Según el censo de 2010, había 1958 personas residiendo en Bernie. La densidad de población era de 577,97 hab./km². De los 1958 habitantes, Bernie estaba compuesto por el 94.89% blancos, el 2.2% eran afroamericanos, el 0.61% eran amerindios, el 0.1% eran asiáticos, el 0% eran isleños del Pacífico, el 0.77% eran de otras razas y el 1.43% pertenecían a dos o más razas. Del total de la población el 1.43% eran hispanos o latinos de cualquier raza.